# Snowboard-Europacup 2017/18
Der Snowboard-Europacup 2017/18 war eine von der FIS organisierte Wettkampfserie, die zum Unterbau des Snowboard-Weltcups 2017/18 gehörte. Sie begann am 23. November 2017 in Landgraaf und endete am 21. April 2018 in Corvatsch.

## Männer

### Podestplätze Männer
| Datum             | Austragungsort         | Disz.                 | Sieger               | Zweiter                 | Dritter              |
| ----------------- | ---------------------- | --------------------- | -------------------- | ----------------------- | -------------------- |
| 23. November 2017 | Landgraaf              | Slopestyle            | Erik Bastiaansen     | Stian Kleivdal          | Aleksi Nevakivi      |
| 29. November 2017 | Pitztal                | Snowboardcross        | Julian Lueftner      | Jake Vedder             | Konstantin Schad     |
| 30. November 2017 | Pitztal                | Snowboardcross        | Nick Baumgartner     | Nate Holland            | Konstantin Schad     |
| 9. Dezember 2017  | Hochfügen              | Parallel-Riesenslalom | Lee Sang-ho          | Sylvain Dufour          | Maurizio Bormolini   |
| 10. Dezember 2017 | Hochfügen              | Parallel-Riesenslalom | Michał Nowaczyk      | Alexander Payer         | Kim Sang-kyum        |
| 13. Januar 2018   | Isola 2000             | Snowboardcross        | Ken Vuagnoux         | Jakob Dusek             | David Pickl          |
| 14. Januar 2018   | Isola 2000             | Snowboardcross        | Jakob Dusek          | David Pickl             | Nick Watter          |
| 13. Januar 2018   | Jasná                  | Slopestyle            | Gian Andrea Sutter   | Loris Framarin          | Noah Vicktor         |
| 14. Januar 2018   | Jasná                  | Slopestyle            | Noah Vicktor         | Elias Rupp              | Martin Lässer        |
| 19. Januar 2018   | Font-Romeu-Odeillo-Via | Big Air               | Leon Vockensperger   | Mikko Renhberg          | Titouan Bartet       |
| 20. Januar 2018   | Font-Romeu-Odeillo-Via | Slopestyle            | Leon Vockensperger   | Enzo Valax              | Nicola Liviero       |
| 20. Januar 2018   | Lachtal                | Parallel-Riesenslalom | Daniele Bagozza      | Dmitri Karlagatschew    | Arvid Auner          |
| 21. Januar 2018   | Lachtal                | Parallel-Riesenslalom | Daniele Bagozza      | Dmitri Karlagatschew    | Bogdan Bogdanow      |
| 23. Januar 2018   | Vars                   | Slopestyle            | Gian Andrea Sutter   | Nicola Liviero          | Joewen Frijns        |
| 24. Januar 2018   | Vars                   | Big Air               | Leon Vockensperger   | Enzo Valax              | Sacha Moretti        |
| 27. Januar 2018   | Grasgehren             | Snowboardcross        | Florian Gregor       | Leon Beckhaus           | Matteo Menconi       |
| 28. Januar 2018   | Grasgehren             | Snowboardcross        | Jakob Dusek          | Sebastian Pietrzykowski | Nathanael Mahler     |
| 27. Januar 2018   | Crans-Montana          | Halfpipe              | Elias Allenspach     | Tit Štante              | Lorenzo Gennero      |
| 28. Januar 2018   | Crans-Montana          | Big Air               | Enzo Valax           | Loris Framarin          | Joewen Frijns        |
| 3. Februar 2018   | Puy-Saint-Vincent      | Snowboardcross        | Jakob Dusek          | Sebastian Pietrzykowski | Luca Hämmerle        |
| 4. Februar 2018   | Puy-Saint-Vincent      | Snowboardcross        | Luca Hämmerle        | Jakob Dusek             | Guillaume Herpin     |
| 10. Februar 2018  | Lenzerheide            | Parallelslalom        | Maurizio Bormolini   | Gabriel Messner         | Daniele Bagozza      |
| 11. Februar 2018  | Lenzerheide            | Parallelslalom        | Daniele Bagozza      | Maurizio Bormolini      | Fabian Obmann        |
| 18. Februar 2018  | Sarajewo               | Big Air               | Enzo Valax           | Sacha Moretti           | Naj Mekinc           |
| 23. Februar 2018  | Davos                  | Halfpipe              | Victor Ivanov        | Fletcher Craig          | Christoph Lechner    |
| 25. Februar 2018  | Kopaonik               | Big Air               | Enzo Valax           | Leon Vockensperger      | Nicola Liviero       |
| 3. März 2018      | Götschen               | Big Air               | Leon Vockensperger   | Loris Framarin          | Titouan Bartet       |
| 9. März 2018      | Lenk                   | Snowboardcross        | Matthew Thomas       | Jakob Dusek             | Philipp Tandler      |
| 10. März 2018     | Lenk                   | Snowboardcross        | Matthew Thomas       | Jakob Dusek             | Gian von Graffenried |
| 10. März 2018     | Pec pod Sněžkou        | Slopestyle            | Nicola Liviero       | Loris Framarin          | Elias Rupp           |
| 10. März 2018     | Tauplitz               | Parallelslalom        | Johann Stefaner      | Arvid Auner             | Dmitri Karlagatschew |
| 11. März 2018     | Tauplitz               | Parallelslalom        | Johann Stefaner      | Lukas Schneeberger      | Ilja Witugow         |
| 15. März 2018     | Laax                   | Halfpipe              | Jan Scherrer         | Andre Höflich           | Christoph Lechner    |
| 20. März 2018     | Rogla                  | Parallel-Riesenslalom | Tim Mastnak          | Žan Košir               | Rok Marguč           |
| 21. März 2018     | Rogla                  | Parallel-Riesenslalom | Masaki Shiba         | Tim Mastnak             | Rok Marguč           |
| 20. März 2018     | Veysonnaz              | Snowboardcross        | Lorenzo Sommariva    | Jakob Dusek             | Luca Hämmerle        |
| 21. März 2018     | Veysonnaz              | Snowboardcross        | Lorenzo Sommariva    | Matteo Menconi          | Luca Hämmerle        |
| 23. März 2018     | Kühtai                 | Big Air               | Titouan Bartet       | Loris Framarin          | Enzo Valax           |
| 24. März 2018     | Kühtai                 | Halfpipe              | Johannes Höpfl       | Christoph Lechner       | Lorenzo Gennero      |
| 24. März 2018     | Davos                  | Parallel-Riesenslalom | Nevin Galmarini      | Kim Sang-kyum           | Dario Caviezel       |
| 25. März 2018     | Davos                  | Parallelslalom        | Dario Caviezel       | Nevin Galmarini         | Daniele Bagozza      |
| 7. April 2018     | Bad Gastein            | Snowboardcross        | David Pickl          | Jakob Dusek             | Gabriel Zweifel      |
| 7. April 2018     | Ratschings             | Parallelslalom        | Aaron March          | Johann Stefaner         | Stefan Baumeister    |
| 8. April 2018     | Ratschings             | Parallelslalom        | Dmitri Karlagatschew | Johann Stefaner         | Stefan Baumeister    |
| 18. April 2018    | Corvatsch              | Slopestyle            | Moritz Thönen        | Nicolas Huber           | Jonas Boesiger       |
| 21. April 2018    | Corvatsch              | Big Air               | Stef Vandeweyer      | Sacha Moretti           | Martin Lässer        |

### Gesamtwertungen Männer
| Rang | Name                 | Punkte  |
| ---- | -------------------- | ------- |
| 1    | Daniele Bagozza      | 3643,05 |
| 2    | Johann Stefaner      | 2860    |
| 3    | Arvid Auner          | 2430    |
| 4    | Dmitri Karlagatschew | 2235,9  |
| 5    | Lukas Schneeberger   | 1856    |
| 6    | Dario Caviezel       | 1570    |
| 7    | Fabian Obmann        | 1568,1  |
| 8    | Aron Juritz          | 1457    |
| 9    | David Müller         | 1426    |
| 10   | Maurizio Bormolini   | 1200    |

| Rang | Name                 | Punkte |
| ---- | -------------------- | ------ |
| 1    | Daniele Bagozza      | 1510   |
| 2    | Masaki Shiba         | 1146   |
| 3    | Kim Sang-kyum        | 1045   |
| 4    | Lukas Schneeberger   | 1006   |
| 5    | Tim Mastnak          | 900    |
| 6    | Arvid Auner          | 845    |
| 7    | Dmitri Karlagatschew | 822,5  |
| 8    | Michał Nowaczyk      | 765    |
| 9    | Shinnosuke Kamino    | 690    |
| 10   | Kaspar Flütsch       | 655    |

| Rang | Name                 | Punkte |
| ---- | -------------------- | ------ |
| 1    | Johann Stefaner      | 2385   |
| 2    | Daniele Bagozza      | 1900   |
| 3    | Arvid Auner          | 1585   |
| 4    | Fabian Obmann        | 1235   |
| 5    | Dmitri Karlagatschew | 1160   |
| 6    | Dario Caviezel       | 925    |
| 7    | Maurizio Bormolini   | 900,1  |
| 8    | David Müller         | 883    |
| 9    | Lukas Schneeberger   | 850    |
| 10   | Aron Juritz          | 832    |

| Rang | Name                    | Punkte  |
| ---- | ----------------------- | ------- |
| 1    | Jakob Dusek             | 4225    |
| 2    | Luca Hämmerle           | 2800    |
| 3    | Sebastian Pietrzykowski | 2003,65 |
| 4    | David Pickl             | 1900,75 |
| 5    | Matteo Menconi          | 1872,5  |
| 6    | Leon Beckhaus           | 1775    |
| 7    | Sebastian Jud           | 1677    |
| 8    | Gian von Graffenried    | 1669,45 |
| 9    | Gabriel Zweifel         | 1531    |
| 10   | Guillaume Herpin        | 1504,75 |

| Rang | Name                 | Punkte |
| ---- | -------------------- | ------ |
| 1    | Christoph Lechner    | 1225   |
| 2    | Victor Ivanov        | 1000   |
| 3    | Liam Tourki          | 910    |
| 4    | Elias Allenspach     | 875    |
| 5    | Lorenzo Gennero      | 850    |
| 6    | Fletcher Craig       | 780    |
| 7    | Benedikt Bockstaller | 680    |
| 8    | Marco Hauri          | 655    |
| 9    | Max Kralj Kos        | 635    |
| 10   | Tit Štante           | 625    |

| Rang | Name               | Punkte |
| ---- | ------------------ | ------ |
| 1    | Gian Andrea Sutter | 1580   |
| 2    | Nicola Liviero     | 1414,4 |
| 3    | Elias Rupp         | 1285   |
| 4    | Leon Vockensperger | 1190   |
| 5    | Lukas Ehrler       | 950    |
| 6    | Enzo Valax         | 910    |
| 7    | Martin Lässer      | 893,8  |
| 8    | Noah Vicktor       | 880    |
| 9    | Loris Framarin     | 856,55 |
| 10   | Jonas Junker       | 715    |

| Rang | Name               | Punkte |
| ---- | ------------------ | ------ |
| 1    | Enzo Valax         | 2540   |
| 2    | Leon Vockensperger | 2168   |
| 3    | Sacha Moretti      | 1860   |
| 4    | Loris Framarin     | 1770   |
| 5    | Titouan Bartet     | 1618   |
| 6    | Nicola Liviero     | 1160   |
| 7    | Martin Lässer      | 705    |
| 8    | Nathan Gray        | 630    |
| 9    | Motiejus Morauskas | 584    |
| 10   | Joewen Frijns      | 580    |

## Frauen

### Podestplätze Frauen
| Datum             | Austragungsort         | Disz.                 | Sieger              | Zweiter                 | Dritter                  |
| ----------------- | ---------------------- | --------------------- | ------------------- | ----------------------- | ------------------------ |
| 23. November 2017 | Landgraaf              | Slopestyle            | Annika Morgan       | Evy Poppe               | Ariane Burri             |
| 29. November 2017 | Pitztal                | Snowboardcross        | Rosie Mancari       | Faye Gulini             | Gaia Tarasco             |
| 30. November 2017 | Pitztal                | Snowboardcross        | Faye Gulini         | Rosie Mancari           | Gaia Tarasco             |
| 9. Dezember 2017  | Hochfügen              | Parallel-Riesenslalom | Ladina Jenny        | Jekaterina Tudegeschewa | Selina Jörg              |
| 10. Dezember 2017 | Hochfügen              | Parallel-Riesenslalom | Sabine Schöffmann   | Ladina Jenny            | Emi Sato                 |
| 13. Januar 2018   | Isola 2000             | Snowboardcross        | Holly Roberts       | Juliette Lefevre        | Muriel Jost              |
| 14. Januar 2018   | Isola 2000             | Snowboardcross        | Muriel Jost         | Sophie Hediger          | Kim Martinez             |
| 13. Januar 2018   | Jasná                  | Slopestyle            | Annika Morgan       | Eva Hanicová            | Darina Murawskaja        |
| 14. Januar 2018   | Jasná                  | Slopestyle            | Annika Morgan       | Darina Murawskaja       | Lea Jugovac              |
| 19. Januar 2018   | Font-Romeu-Odeillo-Via | Big Air               | Lea Jugovac         | Darina Murawskaja       | Lola Abou                |
| 20. Januar 2018   | Font-Romeu-Odeillo-Via | Slopestyle            | Lea Jugovac         | Emma Lantos             | Darina Murawskaja        |
| 20. Januar 2018   | Lachtal                | Parallel-Riesenslalom | Jemima Juritz       | Jessica Keiser          | Giulia Gaspari           |
| 21. Januar 2018   | Lachtal                | Parallel-Riesenslalom | Aleksandra Własenko | Giulia Gaspari          | Nicole Baumgartner       |
| 23. Januar 2018   | Vars                   | Slopestyle            | Ariane Burri        | Babet Bischof           | Katarzyna Rusin          |
| 24. Januar 2018   | Vars                   | Big Air               | Katarzyna Rusin     | Lea Jugovac             | Ariane Burri             |
| 27. Januar 2018   | Grasgehren             | Snowboardcross        | Alexia Queyrel      | Christine Holzer        | Sina Siegenthaler        |
| 28. Januar 2018   | Grasgehren             | Snowboardcross        | Sofia Belingheri    | Alexia Queyrel          | Kim Martinez             |
| 27. Januar 2018   | Crans-Montana          | Halfpipe              | Kaja Verdnik        | Katarzyna Rusin         | Lia-Mara Bösch           |
| 28. Januar 2018   | Crans-Montana          | Big Air               | Lia-Mara Bösch      | Ariane Burri            | Lola Abou                |
| 3. Februar 2018   | Puy-Saint-Vincent      | Snowboardcross        | Muriel Jost         | Sophie Hediger          | Kim Martinez             |
| 4. Februar 2018   | Puy-Saint-Vincent      | Snowboardcross        | Muriel Jost         | Sina Siegenthaler       | Pia Zerkhold             |
| 10. Februar 2018  | Lenzerheide            | Parallelslalom        | Larissa Gasser      | Nicole Baumgartner      | Jemima Juritz            |
| 11. Februar 2018  | Lenzerheide            | Parallelslalom        | Jemima Juritz       | Larissa Gasser          | Cheyenne Loch            |
| 18. Februar 2018  | Sarajewo               | Big Air               | Thalie Larochaix    | Lea Jugovac             | Eva Kralj                |
| 23. Februar 2018  | Davos                  | Halfpipe              | Verena Rohrer       | Bianca Gisler           | Klementyna Kołodziej     |
| 25. Februar 2018  | Kopaonik               | Big Air               | Lea Jugovac         | Darina Murawskaja       | Thalie Larochaix         |
| 3. März 2018      | Götschen               | Big Air               | Loranne Smans       | Thalie Larochaix        | Lea Jugovac              |
| 9. März 2018      | Lenk                   | Snowboardcross        | Hanna Ihedioha      | Sofia Belingheri        | Caterina Carpano         |
| 10. März 2018     | Lenk                   | Snowboardcross        | Alexia Queyrel      | Sarah Devouassoux       | Hanna Ihedioha           |
| 10. März 2018     | Pec pod Sněžkou        | Slopestyle            | Katarzyna Rusin     | Šárka Pančochová        | Ariane Burri             |
| 10. März 2018     | Tauplitz               | Parallelslalom        | Marija Walowa       | Nicole Baumgartner      | Jemima Juritz            |
| 11. März 2018     | Tauplitz               | Parallelslalom        | Jemima Juritz       | Nicole Baumgartner      | Giulia Gaspari           |
| 15. März 2018     | Laax                   | Halfpipe              | Verena Rohrer       | Elena Schütz            | Kaja Verdnik             |
| 18. März 2018     | Laax                   | Slopestyle            | Maria Hidalgo       | Ariane Burri            | Melissa Peperkamp        |
| 20. März 2018     | Rogla                  | Parallel-Riesenslalom | Jeong Hae-rim       | Emi Sato                | Gloria Kotnik            |
| 21. März 2018     | Rogla                  | Parallel-Riesenslalom | Aleksandra Król     | Emi Sato                | Nadya Ochner             |
| 20. März 2018     | Veysonnaz              | Snowboardcross        | Raffaella Brutto    | Hanna Ihedioha          | Caterina Carpano         |
| 21. März 2018     | Veysonnaz              | Snowboardcross        | Raffaella Brutto    | Katharina Neussner      | Sarah Devouassoux        |
| 23. März 2018     | Kühtai                 | Big Air               | Thalie Larochaix    | Margherita Meneghetti   | Evy Poppe                |
| 24. März 2018     | Kühtai                 | Halfpipe              | Verena Rohrer       | Elena Schütz            | Kaja Verdnik             |
| 24. März 2018     | Davos                  | Parallel-Riesenslalom | Jeong Hae-rim       | Ladina Jenny            | Julie Zogg               |
| 25. März 2018     | Davos                  | Parallelslalom        | Patrizia Kummer     | Nadya Ochner            | Julie Zogg               |
| 7. April 2018     | Bad Gastein            | Snowboardcross        | Caterina Caprano    | Sarah Devouassoux       | Anouk Dörig              |
| 7. April 2018     | Ratschings             | Parallelslalom        | Daniela Ulbing      | Michelle Dekker         | Anastassija Kurotschkina |
| 8. April 2018     | Ratschings             | Parallelslalom        | Daniela Ulbing      | Marija Walowa           | Anastassija Kurotschkina |
| 18. April 2018    | Corvatsch              | Slopestyle            | Isabel Derungs      | Elena Könz              | Ariane Burri             |
| 21. April 2018    | Corvatsch              | Big Air               | Isabel Derungs      | Loranne Smans           | Melissa Peperkamp        |

### Gesamtwertungen Frauen
| Rang | Name               | Punkte |
| ---- | ------------------ | ------ |
| 1    | Jemima Juritz      | 3203   |
| 2    | Nicole Baumgartner | 3030   |
| 3    | Giulia Gaspari     | 2462   |
| 4    | Jessica Keiser     | 2160   |
| 5    | Larissa Gasser     | 2125   |
| 6    | Ladina Jenny       | 1670   |
| 7    | Emi Sato           | 1500   |
| 8    | Jeong Hae-rim      | 1385   |
| 9    | Elisa Caffont      | 1285   |
| 10   | Marija Walowa      | 1202,5 |

| Rang | Name                | Punkte |
| ---- | ------------------- | ------ |
| 1    | Jeong Hae-rim       | 1325   |
| 2    | Emi Sato            | 1320   |
| 3    | Ladina Jenny        | 1300   |
| 4    | Giulia Gaspari      | 1262   |
| 5    | Nicole Baumgartner  | 1060   |
| 6    | Jemima Juritz       | 1043   |
| 7    | Aleksandra Król     | 970    |
| 8    | Jessica Keiser      | 940    |
| 9    | Gong Naiying        | 800    |
| 10   | Aleksandra Wlasenko | 719,1  |

| Rang | Name               | Punkte |
| ---- | ------------------ | ------ |
| 1    | Jemima Juritz      | 2160   |
| 2    | Nicole Baumgartner | 1970   |
| 3    | Larissa Gasser     | 1805   |
| 4    | Jessica Keiser     | 1220   |
| 5    | Giulia Gaspari     | 1200   |
| 6    | Marija Walowa      | 1180   |
| 7    | Daniela Ulbing     | 1000   |
| 8    | Elisa Caffont      | 850    |
| 9    | Celine Galler      | 725    |
| 10   | Vivien Santifaller | 645,5  |

| Rang | Name              | Punkte |
| ---- | ----------------- | ------ |
| 1    | Alexia Queyrel    | 3120   |
| 2    | Muriel Jost       | 2683   |
| 3    | Sina Siegenthaler | 2500   |
| 4    | Caterina Caprano  | 2380   |
| 5    | Kim Martinez      | 2300   |
| 6    | Pia Zerkhold      | 1835   |
| 7    | Sophie Hediger    | 1830   |
| 8    | Christine Holzer  | 1735   |
| 9    | Sarah Devouassoux | 1620   |
| 10   | Hanna Ihedioha    | 1535   |

| Rang | Name                 | Punkte |
| ---- | -------------------- | ------ |
| 1    | Verena Rohrer        | 1500   |
| 2    | Kaja Verdnik         | 1100   |
| 3    | Elena Schütz         | 1025   |
| 4    | Klementyna Kołodziej | 910    |
| 5    | Bianca Gisler        | 850    |
| 6    | Mona Danuser         | 450    |
| 7    | Katarzyna Rusin      | 400    |
| 8    | Lia-Mara Bösch       | 300    |
| 9    | Berenice Wicki       | 250    |
| 9    | Conny Bernert        | 250    |

| Rang | Name              | Punkte |
| ---- | ----------------- | ------ |
| 1    | Ariane Burri      | 1800   |
| 2    | Annika Morgan     | 1110   |
| 3    | Lea Jugovac       | 1025   |
| 4    | Darina Murawskaja | 985    |
| 5    | Babet Bischof     | 860    |
| 6    | Emma Lantos       | 850    |
| 7    | Katarzyna Rusin   | 800    |
| 8    | Melissa Peperkamp | 730    |
| 9    | Thalie Larochaix  | 580    |
| 10   | Isabel Derungs    | 500    |

| Rang | Name                  | Punkte |
| ---- | --------------------- | ------ |
| 1    | Lea Jugovac           | 2245   |
| 2    | Thalie Larochaix      | 1700   |
| 3    | Darina Murawskaja     | 1580   |
| 4    | Loranne Smans         | 900    |
| 5    | Luan Salgueira        | 840    |
| 6    | Eva Kralj             | 750    |
| 7    | Lola Abou             | 705    |
| 8    | Ariane Burri          | 660    |
| 9    | Emma Lantos           | 650    |
| 10   | Margherita Meneghetti | 600    |